# Neutralleiter
| Aktuelle Farbkennzeichnung von Neutralleitern |                          |
| EU                                            | Blau                     |
| Schweiz                                       | (bevorzugt) (alternativ) |
| Kanada                                        | Weiß                     |
| USA                                           | Weiß · Grau              |
| Australien, Neuseeland                        | Schwarz                  |

Ein Neutralleiter (auch Mittelleiter genannt) ist im Niederspannungsnetz für elektrische Energie ein Leiter, der mit dem Neutralpunkt elektrisch verbunden und in der Lage ist, zur Verteilung elektrischer Energie beizutragen.

## Kennzeichnung und Ausführung
Der Neutralleiter wird in der Europäischen Union mit dem Buchstaben N bezeichnet.
Gemäß der in der Europäischen Union und in der Schweiz verwendeten Norm IEC 60446 müssen Neutralleiter durch die Farbe Blau über ihre gesamte Länge gekennzeichnet sein; in der Schweiz wird gemäß NIN 2010 hellblau bevorzugt.
Die in vielen Ländern Europas verbreitete Schukosteckdose vom Typ CEE 7/4 ist symmetrisch und unterscheidet nicht die zwei stromführenden Leiter Außenleiter und Neutralleiter. Entgegen vielen Meinungen gibt es bei Steckdosen dieses Types keine Norm, welche die Position des Neutralleiters „links“ oder „rechts“ bei waagerecht angeordneten Steckbuchsen festlegt.

Polung der T13-Steckdose nach SN 441011 bei Betrachtung von vorne.
Blau (links): Neutralleiter
Grün-gelb (Mitte): Schutzleiter
Braun (rechts): Außenleiter

Bei anderen Steckdosen, beispielsweise bei den in der Schweiz verwendeten Dosen nach der Norm SN 441011, ist die Belegung festgelegt. Eine Erdung angeschlossener Geräte erfolgt ausschließlich über den Schutzleiter (PE). Dort ist der Neutralleiter der T13-Steckdose vom Betrachter aus gesehen links und der Schutzleiter mittig unten.

## Grundlagen
In Deutschland ist gemäß Definition in DIN VDE 0100-200 (Abschnitt 826-12-08) der Neutralleiter ein aktiver Leiter wie auch die Außenleiter und dafür vorgesehen, im regulären Betrieb Strom zu führen. In Verbraucheranlagen auf Basis von TN-C- und TN-C-S-Systemen gilt der Neutralleiter als niederohmig geerdet, wenn in keinem Fall die jeweils zulässige Berührungsspannung zwischen Neutralleiter und Schutzleiter überschritten wird, er „braucht“ daher nicht (gemeinsam mit den Außenleitern) getrennt zu werden.
Dagegen wird der Neutralleiter in Belgien, Frankreich, Norwegen, Portugal, der Schweiz und Spanien nicht als zuverlässig geerdet mit geeignet niedrigem Widerstand betrachtet.
Betriebszustände:
- Im Dreiphasenwechselstromnetz hebt sich der Strom im Neutralleiter auf, wenn in allen drei Außenleitern Ströme gleicher Stromstärke, gleicher Phasenverschiebung und ohne Oberschwingungsanteil fließen.
- Bei ungleichen Strömen in den Außenleitern fließt im Neutralleiter ein Strom, der die Asymmetrie ausgleicht und unter obigen Bedingungen maximal den Strom des am stärksten belasteten Außenleiters erreicht.
- Bei unterschiedlicher Phasenverschiebung der Ströme in den Außenleitern, bzw. bei Oberschwingungen (speziell der 3. Ordnung, siehe #Spezielles) zusätzlich zur Grundfrequenz, kann der Strom im Neutralleiter den Strom des am stärksten belasteten Außenleiters wesentlich übertreffen.

## Historische Entwicklung in Deutschland
In Deutschland gab es in den alten VDE-Vorschriften keinen Neutralleiter. Noch im Jahr 1958 wurde dort ausschließlich das Prinzip der Nullung angewendet. Der geerdete Mittel-Leiter wurde als Nulleiter (damalige Schreibweise) bezeichnet. Er vereinigte in sich die Funktionen des Neutral- und des Schutzleiters, entsprach also in seiner Funktion dem heutigen PEN-Leiter. Er wurde mit der Farbe Hellgrau gekennzeichnet.
Seit 1965 gibt es den Bezeichner „Mittelleiter“, der erstmals funktional dem heutigen Neutralleiter entsprach und in der Farbe Hellblau verdrahtet wurde.
Gleichzeitig wurde die grün/gelbe Kennzeichnung für den Schutzleiter eingeführt, der damals noch zulässige Nulleiter wurde in der Farbgebung von Hellgrau auf Grün/Gelb geändert.
Im Jahr 1973 wurde die „klassische Nullung“ unterbunden, im Juni 1975 wurde der Nulleiter verbindlich in PEN umbenannt.
Die Drahtfarben von 1965 blieben bis 2003 unverändert. Die aktuelle Drahtfarbe Blau (anstatt Hellblau) für den Neutralleiter wurde mit der DIN VDE 0293-308:2003-01 eingeführt.

Klassische PEN-Systeme findet man in Kundeninstallationen in Deutschland, die vor dem 31. März 1974 fertiggestellt wurden (in den neuen Bundesländern bis 1990), sowie nach aktueller Norm nur im Verteilnetz der Netzbetreiber und für besondere Anwendungen. Die Aufteilung von PEN in den PE- und N-Leiter erfolgt heute unmittelbar an der Übergabe vom Netzbetreiber in die Kundenanlage im Hausanschlusskasten.
Der Begriff „Neutralleiter“ wurde erstmals 1983 in der VDE genannt.
Der Neutralleiter wird auch heute oftmals noch unzutreffend als Nullleiter bezeichnet, fälschlich wird als frühere Drahtfarbe auch „Grau“ angegeben, es handelt sich aber in beiden Fällen um einen Leiter, der heute dem PEN-Leiter entspricht.

## Neutralleiter-Unterbrechung

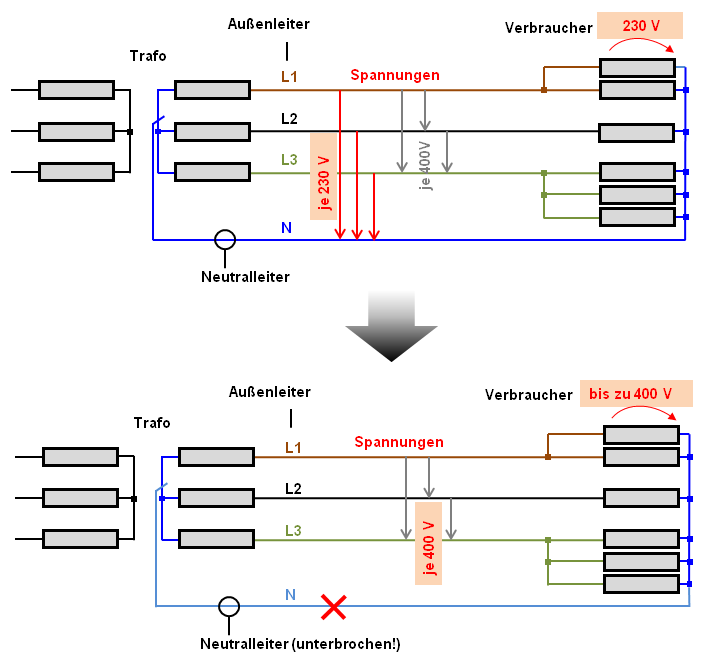
Überspannung an ohmschen Verbrauchern bei Unterbrechung des Neutralleiters bei Dreiphasenwechselstrom

In einem mehrphasigen Netz, z. B. einem Dreiphasenwechselstromnetz, bilden im Falle einer Unterbrechung des Neutralleiters („Neutralleiterabriss“) die Widerstände der Verbrauchsmittel an den einzelnen Außenleitern einen Spannungsteiler, wodurch sich das Potential des nun „freien“ oder „schwebenden“ Sternpunkts bei asymmetrischer Belastung der Außenleiter verschieben kann (Sternpunktverschiebung). Diese ungleiche Lastaufteilung wird als Schieflast bezeichnet. So kann bei stark ungleichen Strömen in den Außenleitern die Spannung zwischen dem am geringsten belasteten Außenleiter und dem Sternpunkt nahezu auf die Spannung zwischen zwei Außenleitern steigen. Das kann zu Überspannungsschäden führen.
Gemäß aktuellen Normen in Deutschland braucht der Neutralleiter nicht geschaltet zu werden. Der Neutralleiter darf aber unter keinen Umständen alleine geschaltet werden, sondern immer nur gemeinsam mit allen aktiven Leitern eines Stromkreises und nur mit normgerechten Geräten (mit gekennzeichneten N-Klemmen). Eine schaltungsbedingte Neutralleiterunterbrechung ist somit ausgeschlossen.

## Spezielles
Im Gegensatz zu den Strömen der Grundschwingung heben sich die Ströme der durch drei teilbaren Harmonischen im Neutralleiter nicht auf, sondern addieren sich. Dies betrifft bei der in Europa üblichen Netzfrequenz von 50 Hz insbesondere die dritte Harmonische mit 150 Hz und die neunte Harmonische mit 450 Hz – geradzahlige harmonische Oberschwingungen spielen, so kein Gleichanteil vorhanden ist, keine Rolle. Dadurch besteht die Gefahr, dass in Anlagen mit mehreren Geräten, welche keine oder zu geringe Leistungsfaktorkorrektur aufweisen, der Neutralleiterstrom über den zulässigen Grenzen liegt, während die einzelnen Außenleiter ihren Maximalstrom, auf welchen die Absicherung dimensioniert ist, noch nicht erreicht haben. Neuere Normen tragen diesem Umstand Rechnung und enthalten Belastungstabellen für die gängigen Referenzverlegearten mit Spalten für unterschiedliche Oberschwingungsanteile der dritten Oberschwingung der Außenleiterströme.
Gemäß einschlägiger nationaler Normen dürfen im Neutralleiter keine einpoligen Schaltgeräte eingesetzt werden, bzw. müssen einpolige Wechselschalter im (selben) Außenleiter angeschlossen sein (was einen Einsatz im Neutralleiter ausschließt).

## Normen
- DIN VDE 0100-100:2009-06; Errichten von Niederspannungsanlagen – Teil 1: Allgemeine Grundsätze, Bestimmungen allgemeiner Merkmale, Begriffe
- DIN VDE 0100-200:2006-06; Errichten von Niederspannungsanlagen – Teil 200: Begriffe
- DIN VDE 0100-510:2011-03; Errichten von Niederspannungsanlagen – Teil 5-51: Auswahl und Errichtung elektrischer Betriebsmittel – Allgemeine Bestimmungen
- DIN VDE 0293-308:2003-01; Kennzeichnung der Adern von Kabeln/Leitungen und flexiblen Leitungen durch Farben